# Samael
Samael, Anioł Śmierci (hebr. סמאל; Samaël, Samiel, Saklas, Siegel, Satanael, Samuel, Sammael) – anioł śmierci: dostarczyciel wyroków śmierci, ale i powstrzymujący egzekucję (por. akeda), kontrowersyjny anioł, oskarżyciel, uwodziciel, duch zniszczenia.
Anioł Śmierci w wielu artystycznych wizjach przedstawiany jest również w kobiecych kształtach.

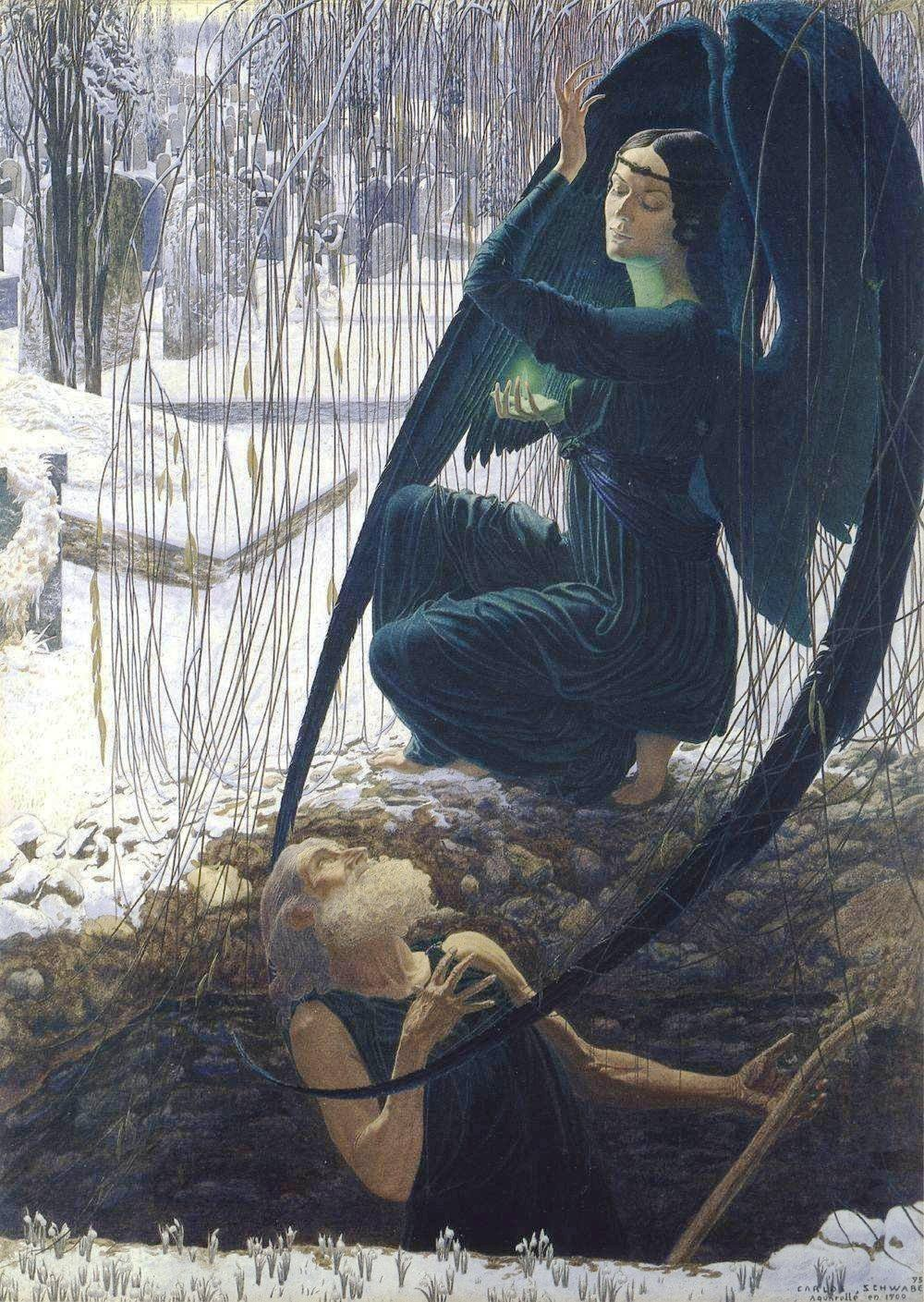
Anioł śmierci, detal z obrazu Śmierć i grabarz, Carlosa Schwabego, ok. 1890

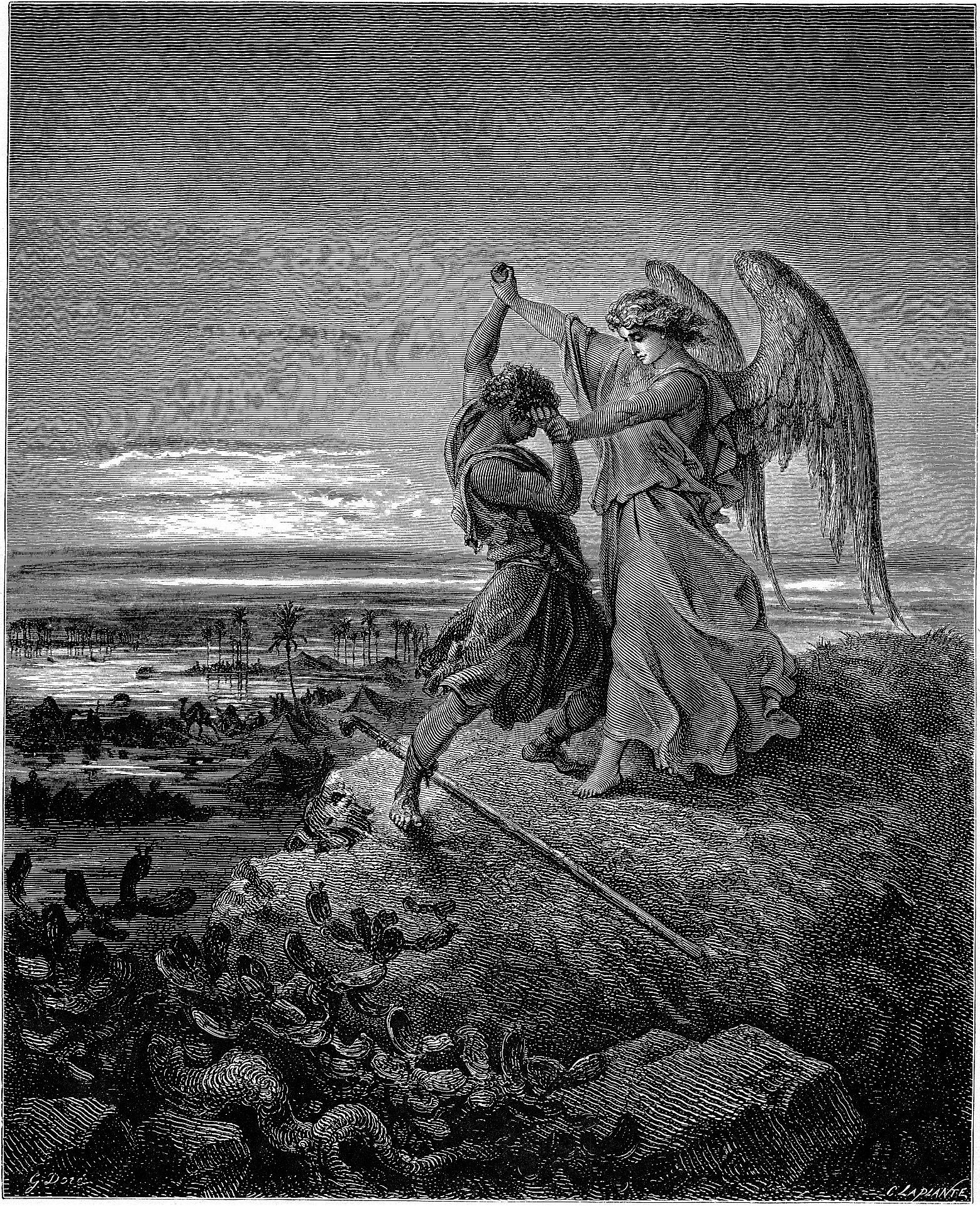
Gustave Doré, Walka Jakuba z Aniołem (1855)

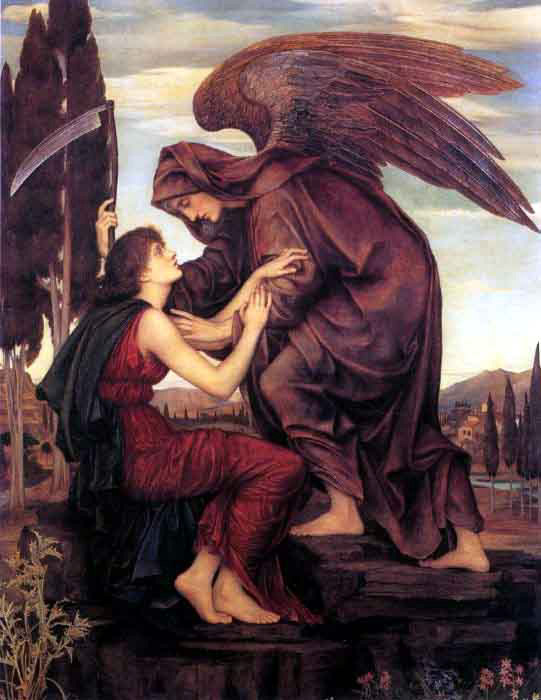
Anioł Śmierci – personifikacja Evelyn De Morgan

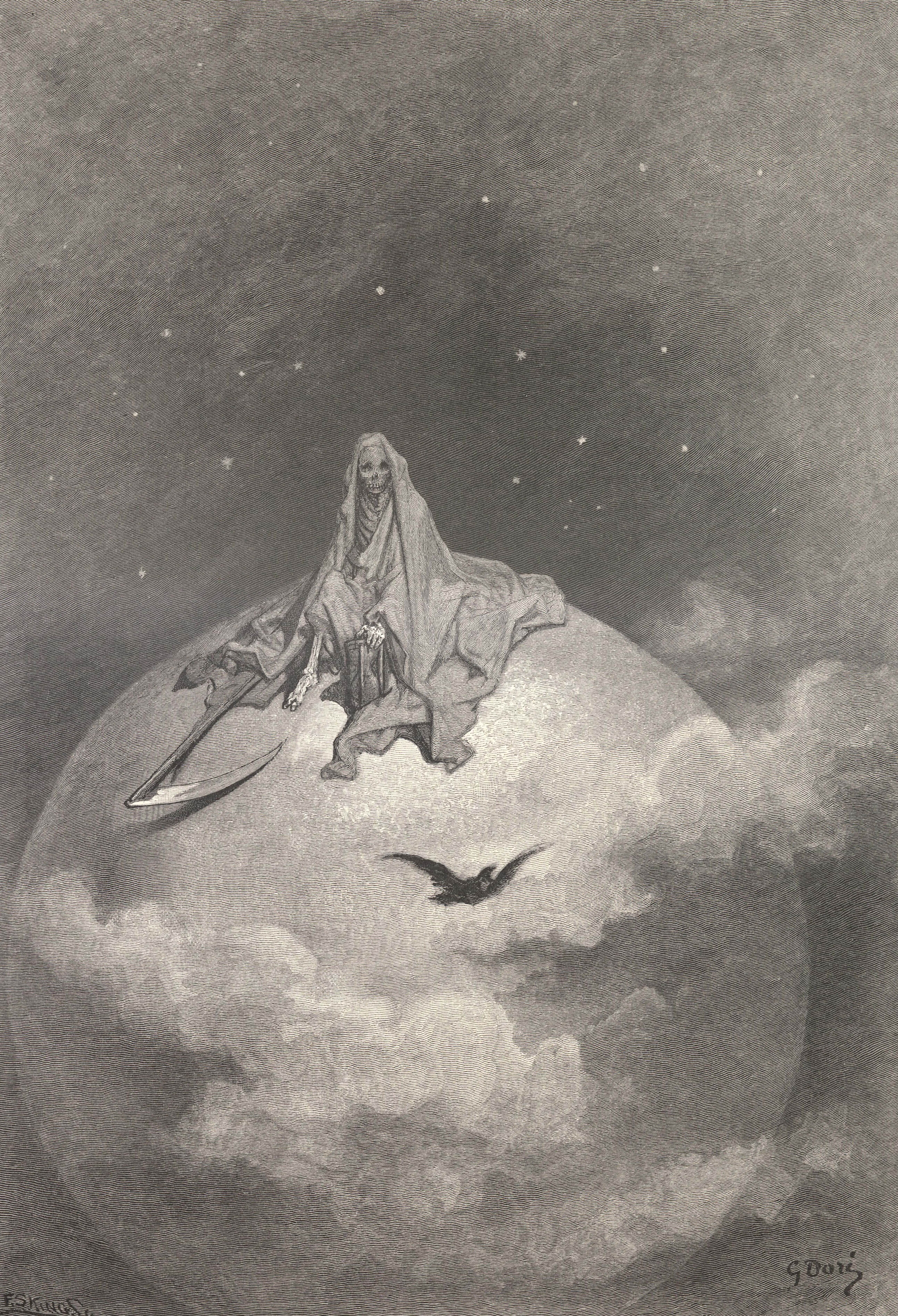
Rycina Gustave Doré do wiersza The Crow Edgara Allana Poe, który przedstawia Samaela jako anioła śmierci siedzącego na dachu świata

## Samael w religii
Wiedza o tym aniele pochodzi z literatury talmudycznej, jak i późniejszej literatury kabalistycznej, gnostyckiej i religijnej.
Etymologicznie słowo Samael wywodzi się z hebr. „sami” – ślepy, lub aram. „samu” – jad, trucizna. Można więc to imię przetłumaczyć jako: „Ślepy Bóg” albo – „Jad Boga”. Imię może też pochodzić od syryjskiego boga Szemala.
W tradycji żydowskiej Samael to anioł śmierci, zarządzający Piątym Niebem, jeden z siedmiu wysłanników Boga na świecie. Służą mu dwa miliony aniołów. To on kusił Ewę w raju jako wąż (ponoć uwiódł ją potem i spłodził Kaina), on też zatrzymał rękę Abrahama, kiedy ten chciał poświęcić życie swego syna. W żydowskich Świętych Księgach Kabały, Samael, określany jest jako surowość Boga i jest uznawany za piątego archanioła świata – wykonawcę wyroków śmierci wydanych przez Boga. Jest uosobieniem gniewu i kojarzony jest z prostytucją (mylnie, ponieważ tej patronuje Asmodeusz).
W żydowskich pismach gnostycznych, Hipostaza archontów oraz O początku świata, Samael identyfikowany jest najczęściej z demiurgiem Jaldabaotem, twórcą materialnego świata. Nie zna on gnozy, jest więc ślepy, etymologicznie imię sugeruje też nazwę „syn chaosu”. Z demonicznymi postaciami Samaela czy Saklasa („Szalony”) gnostycyzm judeochrześcijański utożsamiał żydowskiego Boga-Stwórcę.
Literatura żydowska utożsamia Samaela z Szatanem, który był pierwotnie aspektem Boga i znajdował się wśród 72 tajemnych imion Boga jako Sa’el. Kiedy siła Din (sefira zwana surowością Boga), stała się niezależna, śmierć („Maveth”) stała się częścią życia, a Sa’el został Samaelem, aniołem śmierci. Kabaliści uważają, że po powtórnym przyjściu Mesjasza Samael zostanie uwolniony od śmierci i odzyska swoje dawne imię Sa’el. Tak twierdzi też polski demonolog Roman Zając.
Niektóre teksty żydowskie mówią, że Samael został stworzony szóstego dnia Stworzenia i był ulubionym Aniołem Boga. Przed upadkiem miał on „nosić [wszystkich Aniołów] jako odzienie, bowiem przewyższał wszystkich wiedzą i chwałą”.
Według jednej z legend Samael wywołał drugą wojnę w Niebie (pierwszą wojnę wywołał Lucyfer, który okazał Bogu nieposłuszeństwo odmawiając złożenia hołdu Adamowi, twierdząc że on – zrodzony ze światłości – nie będzie kłaniał się istocie ulepionej z błota).
Samael jest jednym z Aniołów Sądu jako Boski Oskarżyciel; często występuje w parze z Michałem Archaniołem, obrońcą.
Również w tradycji chrześcijańskiej Samael to upadły anioł wypędzony z nieba za sprzeciwienie się Bogu, należący do pierwszego kręgu zwanego Serafami (Serafinami).
W Targumie Samael utożsamiany jest z Lucyferem (Targ. ad. Job 28, 7).

## Samael w kulturze
- Samael występuje w filmie Gabriel.
- Samaela znajdziemy również w drugim tomie „Heksalogii o Dorze Wilk” autorstwa Anety Jadowskiej, Bogowie muszą być szaleni. Jest on strażnikiem/władcą szóstego kręgu piekielnego. Do Piekła został zesłany po upadku spowodowanym niechęcią Samaela do ludzi.
- W książce Jakuba Ćwieka Kłamca 2: Bóg Marnotrawny, Samael występuje jako dwunastoskrzydły anioł, którego imię tłumaczy się jako „Trucizna Pana” (adekwatnie do „Jad Boga”). Przed upadkiem Samael miał nosić imię Sa’ael, co tłumaczy się: „Jak Syn Boga”, ale po upadku Bóg uzupełnił jego imię o literę „m” (oznaczającą śmierć i zniszczenie). Dysponował dużą mocą i był piękniejszy od pozostałych archaniołów. Owładnięty manią zniszczenia starego porządku i stworzenia własnej Korony Stworzenia, zginął z ręki Michała, Wodza Zastępów.
- W powieściach Mai Lidii Kossakowskiej Siewca Wiatru i Zbieracz Burz Samael jest wygnanym z piekła za okrucieństwo upadłym aniołem, ojcem Asmodeusza, psychopatą i gwałcicielem dokonującym na Ziemi seryjnych morderstw na tle seksualnym. Nie podlega władzy Lucyfera, Pana Głębi. Jest anarchistą, który dawniej nakłonił Lucyfera do wzniecenia rebelii przeciwko hierarchii niebiańskiej. Ostatecznie bierze udział w walce przeciwko Antykreatorowi.
- Samael pojawia się również w powieści Tomasza Manna Doktor Faustus, gdzie jest utożsamiony z Szatanem.
- Jako główny bohater występuje w minipowieści Juliana Stryjkowskiego Sarna nawiązującej do legend żydowskich o Samaelu.
- W powieści Penelope Farmer Ustami Ewy Samael jest upadłym aniołem, który prowadzi długie filozoficzne rozmowy z Wężem mieszkającym w Raju.
- W powieści Jana Gerharda Autopamflet Satanael jest duchem, do którego w dzieciństwie modli się bohater.
- Samael pojawia się również w filmie Hellboy (który został nakręcony na podstawie komiksu Mike’a Mignoli pod tym samym tytułem) jako wskrzeszony potwór, który gdy ginął, zmartwychwstawał dwukrotnie. W kontynuacji (Hellboy: Złota Armia) pojawia się postać Anioła Śmierci, jednak jest to zupełnie inny stwór niż Samael.
- W grze Silent Hill postać Harry’ego Masona poszukuje swojej córki, która może być kluczem do przejścia Samaela do świata ludzi, czego pragną członkowie tajemniczej sekty The Order, która sprowadziła do tytułowego miasteczka demony.
- Pojawia się również w grze Darksiders jako zły demon, który pomaga bohaterowi przedostać się do swego wroga.
- Samiel to także imię demona nadającego moc tzw. „wolnym” kulom w operze Carla Marii von Webera Wolny Strzelec[6].
- Pojawia się również w książce Umberta Eco Imię róży, powołuje się na niego Remigiusz z Varagine[7].
- Samael to także blackmetalowa grupa muzyczna pochodząca ze Szwajcarii.
- Zespół Hunter nagrał piosenkę Samael na płycie Królestwo.
- W anime Ao no exorcist występuje jako dyrektor Akademii Prawdziwego Krzyża, ukrywając się pod imieniem Mephisto Pheles.
- W grze Persona 5 Satanael pełni funkcje persony ostatecznej protagonisty.
- W książce Remigiusza Mroza Czarna Madonna jest jednym z trzech (obok Nelchaela i Fokalora) demonów opętujących Kingę[8].
- W serialu Lucyfer Samael jest imieniem głównego protagonisty Lucyfera Morningstara, które nosił przed swoim upadkiem i przyjęciem imienia Lucyfer.
- Samael jest również wspomniany w książce "Miasto Upadłych Aniołów", czwartej części serii "Dary Anioła" autorstwa Cassandry Clare.
- Samuel pojawia się w powieści "Namiestnik", którą napisał Adam Przechrzta, jest tam pokazany jako jeden z Theokataratos - istot stworzonych przez Boga na równi z ludźmi, posiadających ułamek Jego mocy, ale zatrutych przymusem dominacji.